# Ломов Борис Федорович
Борис Федорович Ломов (28 січня 1927, Нижній Новгород — 11 липня 1989, Москва) — радянський психолог, фахівець в області загальної, інженерної та педагогічної психології, а також психології пізнавальних процесів. Один з ініціаторів розробки інженерної психології в СРСР. Член-кореспондент АПН СРСР (1967), член-кореспондент АН СРСР з 23 грудня 1976 по Відділенню філософії та права (психологія).

#### Біографія
Закінчив психологічне відділення філософського факультету ЛДУ (1951). Учень Б. Г. Ананьєва, А. Н. Леонтьєва та Б. М. Теплова. Почав друкуватися ще під час навчання в університеті. У 1954 захистив кандидатську дисертацію з психологічним проблемам психології політехнічної освіти, в 1963 — докторську дисертацію по інженерній психології. Професор. Член КПРС з 1956. У 1959 організував в ЛДУ першу в СРСР лабораторію інженерної психології, в якій проводилися емпіричні дослідження. Працював в Інституті педагогіки Ленінградського філії АПН РРФСР. Засновник (спільно з Б. Г. Ананьєвим) і перший декан факультету психології ЛДУ (1966—1968). З 1967 — завідувач відділом науки Міністерства освіти СРСР і лабораторією сенсорних процесів НДІ загальної та педагогічної психології АПН СРСР. Перший завідувач кафедри соціології та психології управління Академії народного господарства при РМ СРСР. Перший директор Інституту психології АН СРСР у Москві (1972—1989). Президент Товариства психологів СРСР (1968—1983). Протягом багатьох років був головою експертної ради з педагогіки і психології ВАК СРСР. У 1972 і 1980 обирався членом виконавчого комітету Міжнародного союзу психологічних наук (International Union of Psychological Science [1]), віце-президент цього союзу (1976—1988).

#### Наукова діяльність
Системний підхід в психології
Б. Ф. Ломова був розроблений ряд методологічних і теоретичних проблем психологічної науки, в тому числі принципи системного підходу в психології як основного інструменту пізнання психіки.
Він розглядав психічні процеси як системні, органічно вписані в загальну взаємозв'язок явищ і процесів матеріального світу і самі виступаючі по відношенню до них як органічна єдність при розкритті своїх унікальних якостей.
Згідно Б. Ф. Ломова, розуміння психічного передбачає його аналіз в плані впливу на нього сукупностей зовнішніх і внутрішніх відносин, з якими воно вступає в зв'язок насамперед як єдине ціле.
Дослідник виходив з того, що психічний виступає як відображення дійсності й активне ставлення до неї, як природне і соціальне, як свідоме і несвідоме.
Психіка як система, по Б. Ф. Ломова, — це багатовимірне, ієрархічно організоване динамічне ціле. У зв'язку з цим їм ставилося завдання виявлення множинності систем буття людини по відношенню до єдності його психічних властивостей.
Ядро його системного підходу утворюють наступні шість основних принципів:
1) Психічні явища повинні сприйматися й аналізуватися з декількох сторін: як деяка якісна одиниця, як внутрішнє умова взаємозв'язку та взаємодії об'єкта з середовищем, як сукупність якостей, що здобуваються індивідом, і як результат активності мікросистем організму. Цілісне опис явища припускає поєднання усіх планів дослідження.
2) Психічні явища багатомірні, а тому вони повинні розглядатися з різних сторін і в різних системах виміру.
3) Система психічних явищ складається з багатьох рівнів, психіка в цілому розділяється на когнітивну, комунікативну, регулятивну, кожна з яких також поділяється на ті чи інші рівні.
4) Властивості людини організовані в єдине ціле, за своєю будовою нагадує піраміду: на вершині знаходяться основні психічні властивості, в підставі — властивості, їх розкривають, а грані являють собою різні категорії психічних властивостей. Так і виходить, що системному розгляді необхідно враховувати сукупність властивостей різного порядку.
5) Цілісне пізнання психічного явища передбачає облік множинності його детермінант. В їх число входять причинно-наслідкові зв'язки, загальні та спеціальні передумови психічних явищ, що опосередковують ланки, різні зовнішні і внутрішні фактори. Одні і ті ж детермінанти можуть в одних умовах виступати в ролі передумов, а в інших — в ролі самостійного чинника або опосередковують ланки.
6) Психічні явища повинні вивчатися в їх динаміці та розвитку. Цілісність і диференційованість психічних явищ виникають, формуються або руйнуються в ході розвитку людини як їх носія, життя якого сама являє собою полісистемний процес. Таким чином, психічний розвиток людини і можна уявити як постійний рух, виникнення, формування і перетворення його основних якостей і властивостей.
Вчення про психологічних законах
Б. Ф. Ломов бачив основне завдання психологічної науки у вивченні природи психіки, її механізмів і законів, що діють у цьому середовищі. Психологічні закони пов'язані з ієрархією рівнів психічного, розкриваючи його різноманітні вимірювання. Кожна група законів фіксує істотні і стійкі зв'язки психічного в якій-небудь певній площині. Різноманіття чинних законів, їх різна спрямованість, по Б. Ф. Ломову, є джерелом варіативності психічних явищ.
Концепція рівнів дослідження людини і його психіки
На найвищому рівні людина розглядався Б. Ф. Ломова в системі людських відносин і вивчався як особистість. Предметом дослідження в цьому випадку являлются розвиток особистості та соціально-психологічні явища. На наступному рівні особистість розглядається з точки зору її власних властивостей і структури, в контексті її діяльності і безпосереднього поведінки. На ще більш низькому рівні вивчаються процеси і стани людини, його сприйняття, мислення, пам'ять. (Цей рівень пов'язує психологію з фізикою та математикою, а наступний — з нейрофізіологією і біологічними науками). Нижчий рівень знаходиться в області досліджень нейродинаміки і фізіологічного забезпечення психічних процесів. Дана схема показує зв'язок психології з іншими науками, а крім того, дає підставу для систематизації одержуваних у психології даних.
Загальнопсихологічні проблеми
Деякі роботи Б. Ф. Ломова були присвячені аналізу загальнопсихологічних проблем (експериментальне вивчення особливостей просторових уявлень і зорового сприйняття, виявлення ролі дотику в здійсненні практичних дій, застосування експерименту в психофізичних дослідженнях, розгляд особливостей формування та перетворення чуттєвих образів, дослідження пам'яті та уяви). Показав роль антиципації в структурі діяльності і розробив концепцію рівнів процесів антиципації. Проблема образу розглядалася ним стосовно до особливостей конкретних видів діяльності, розкривалися також роль і функції психічного образу в регуляції діяльності. Значна увага Б. Ф. Ломов приділяв комунікативних функцій психіки, проблем спілкування, психології управління та психології особистості; досліджував взаємозв'язки пізнання і спілкування, спілкування і діяльності. Зокрема, їм був проведений психологічний аналіз діяльності льотчиків і космонавтів.
Б. Ф. Ломов досліджував категоріальний апарат психологічної науки, показав місце і роль психології в системі інших наук, внутрішню єдність психологічного знання. У його роботах міститься аналіз сучасного стану і розвитку психології, визначаються шляхи побудови її теорії, розкриваються взаємозв'язку теорії, експерименту і практики в психології. В останні роки велику увагу приділяв питанням історії вітчизняної психології, намагаючись зібрати воєдино і зберегти все цінне, що було створено в російській і радянській психологічній науці.
Інженерна психологія
Б. Ф. Ломов — творець наукової школи в інженерній психології. З кінця 1950-х років займався проблемами застосування психологічних законів у виробничій сфері життя людей. Одним з перших він почав розробку психологічних проблем управління народним господарством, запропонував ряд методів підвищення продуктивності праці, обґрунтував необхідність підтримання на підприємстві дружній і затишної атмосфери як умови збереження здоров'я працівників. Б. Ф. Ломов вивчав питання інформаційної взаємодії людини і технічних пристроїв, пошуку засобів відображення інформації і оптимальних (з позиції людини) форм і способів управління механізмами і технологічними процесами. Досліджував також ряд теоретичних і практичних проблем психологічної оцінки і проектування сучасної техніки.
Дослідницькі результати
Теоретичні, експериментальні та прикладні роботи Б. Ф. Ломова вплинули на появу нових напрямів психологічних досліджень, що відповідають інтересам суміжних наукових дисциплін. Він розробив і прочитав оригінальні курси лекцій з загальної та експериментальної психології, інженерної психології та психології праці.
Під керівництвом Б. Ф. Ломова були виконані і захищені близько 60 кандидатських і 10 докторських дисертацій.
Автор і співавтор понад 300 наукових публікацій, багато з яких були переведені на іноземні мови.

#### Наукові праці
- «Формирование производственных навыков у школьников» (1959),
- «Формирование графических знаний и навыков у учащихся» (1959),
- «Осязание в процессах познания и труда» (1959, в соавт. с Б. Г. Ананьевым),
- «Человек и техника: очерки инженерной психологии» (1963, 2-е изд. 1966),
- «Человек в системах управления» (1968),
- «Правовые и социально-психологические аспекты управления» (1972, в соавт. с В. В. Лаптевым, В. М. Шепелем и В. Г. Шориным),
- «Психологическая наука и общественная практика» (1973),
- «О системном подходе в психологии» («Вопросы психологии», 1975, № 2),
- «Основы построения аппаратуры отображения в автоматизированных системах» (1975, в соавт.);
- «Методологические проблемы инженерной психологии» (1977),
- «Экспериментально-психологические исследования в авиации и космонавтике» (1978, в соавт. с Г. Т. Береговым, Н. Д. Заваловой и В. А. Пономаренко),
- «Научные основы формирования графических знаний, умений и навыков школьников» (1979, в соавт. с А. Д. Ботвинниковым),
- «Антиципация в структуре деятельности» (1980, в соавт. с Е. Н. Сурковым),
- «Человек и автоматы» (1984),
- «Методологические и теоретические проблемы психологии» (1984),
- «Образ в системе психической регуляции деятельности» (1986, в соавт.),
- «Вербальное кодирование в познавательных процессах» (1986, в соавт. с А. В. Беляевой и В. Н. Носуленко),
- «Основы инженерной психологии: учебник» (1986, в соавт.);
- «Системность в психологии» (1996; посм.) и др.